# Trol

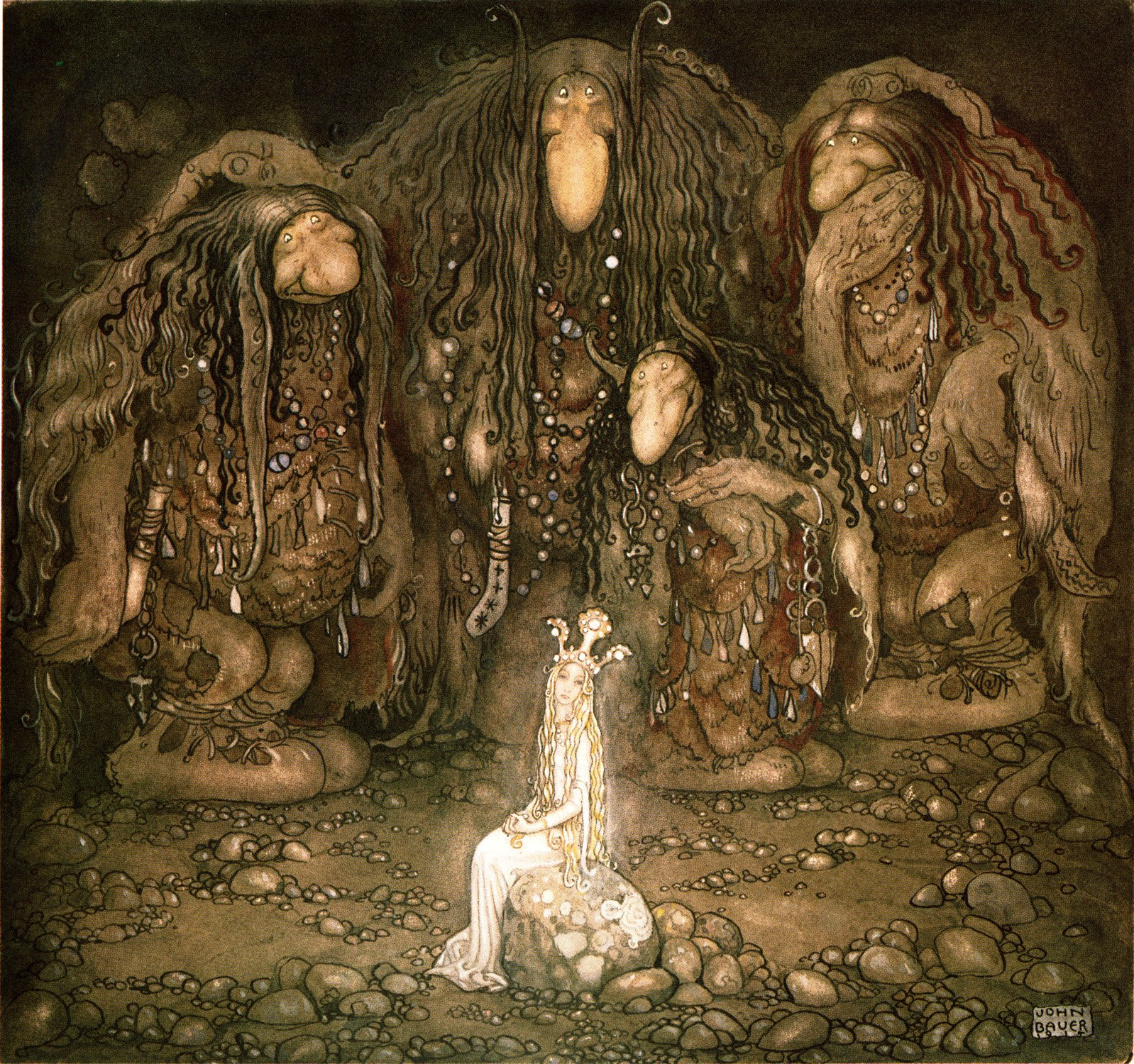
Tróis desenhados por John Bauer para The Adventure na antologia para crianças Among pixies and trolls, a collection of childrens' stories, 1915

Trol, por vezes também grafado troll  (em norueguês: troll; em sueco: troll; em dinamarquês: trold), é uma criatura mítica antropomórfica do folclore escandinavo. É descrita tanto como gigante horrendo – como os ogros – ou como pequena criatura – semelhante aos nisser. Diz-se que vive nas florestas e nas montanhas, em cavernas ou grutas subterrâneas, e que tem cauda, como os animais. Diz-se também que é maldoso e estúpido.
Na literatura nórdica, o trol aparece em várias formas, uma das mais recorrentes tem orelhas e narizes enormes. Nesses contos também lhe foram atribuídas várias características, tais como a sua transformação em pedra quando exposto à luz solar, e ainda a sua perda de poder ao ouvir o badalar de sinos de igrejas.

## Mitologia comparada
No Sistema Aarne-Thompson-Uther, toma frequentemente o papel de vilão em contos de tipologia "contos do ogre estúpido" (ATU 1000-1199). No folclore português e galego, este papel é protagonizado pelo seu semelhante Olharapo.